# Myrsmaragdmossa
Myrsmaragdmossa (Dicranella cerviculata) är en bladmossart som beskrevs av W. P. Schimper 1856. Myrsmaragdmossa ingår i släktet jordmossor, och familjen Dicranaceae. Arten är reproducerande i Sverige. Inga underarter finns listade i Catalogue of Life.